# Shakarmamad Mirmamadov
Shakarmamad Mirmamadov (18 de agosto de 1997) es un deportista tayiko que compite en judo. Ganó una medalla de bronce en los Juegos Asiáticos de 2018 en la categoría de +100 kg.

## Palmarés internacional
| Juegos Asiáticos | Juegos Asiáticos    | Juegos Asiáticos  | Juegos Asiáticos |
| Año              | Lugar               | Medalla           | Categoría        |
| ---------------- | ------------------- | ----------------- | ---------------- |
| 2018             | Yakarta (Indonesia) | Medalla de bronce | +100 kg          |